# ديف بوبسون
ديف بوبسون (بالإنجليزية: Dave Popson)‏ مواليد 17 مايو 1964 في بنسيلفانيا، هو لاعب كرة سلة أمريكي سابق. بدأ مسيرته الاحترافية في سنة 1987. تم اختياره من قبل فريق ديترويت بيستونز خلال الدرافت. يبلغ طوله 6 قدم 10 بوصة (2.1 م). لعب كرة السلة الجامعية في جامعة ولاية كارولينا الشمالية في تشابل هيل. اعتزل اللعب في 1992.

## المسيرة الاحترافية
لعب مع لوس أنجلوس كليبرز في سنة 1988، ثم لعب مع ميامي هيت في سنة 1989، ثم لعب مع نادي أوكسيميسا الرياضي في موسم 1989–1990، ثم لعب مع بوسطن سيلتكس في موسم 1990–1991.

## روابط خارجية
- ديف بوبسون على موقع إن بي أي (الإنجليزية)
- ديف بوبسون على موقع سبورتس رفرنس (الإنجليزية)
- ديف بوبسون على موقع الدوري الإسباني لكرة السلة (الإسبانية)
- ديف بوبسون على موقع كلية كرة السلة في سبورتس رفرنس.كوم (الإنجليزية)
- ديف بوبسون على موقع ريلجم (الإنجليزية)
- ديف بوبسون على موقع بروبوليرز (الإنجليزية)
- ديف بوبسون على موقع سبورتس رفرنس (الإنجليزية)